# Je veux être calife à la place du calife
Je veux être calife à la place du calife est le treizième album de la série de bandes dessinées Iznogoud, écrite par René Goscinny et dessinée par Jean Tabary. Il est paru en 1978.

## Le Revenant de la revue
Iznogoud découvre un palais abandonné où sévit un fantôme dont la seule activité est de rendre gâteux tout calife qui y passe la nuit.

## Scandale à Bagdad
Iznogoud reçoit la visite d'un homme qui a le don de sentir les scandales arriver, scandales qui peuvent entraîner la chute d'un personnage important.

## Le Musée de cire
Iznogoud visite avec Dilat Larath un musée de cire où se trouve une « salle des tueurs passés et à venir », tueurs auxquels il est possible de donner vie en leur disant : « T'as d'beaux yeux, tu sais. » On trouve dans cet épisode les personnages de Brutus, Al Capone, Lucrèce Borgia, Landru et l'homme préhistorique récurrent dans les albums d'Iznogoud.

## Le coussin goulu
Iznogoud reçoit la visite d'un fabricant de coussins qui a conçu un coussin permettant de faire disparaître toute personne qui se couche dessus. (écrite par Tabary)

## Les œufs d'Ur
Après une cérémonie où le Calife paye son armée pour s'assurer de sa fidélité, Iznogoud fait la connaissance d'un mendiant devenu riche pour avoir découvert une autruche qui pond des œufs en or. La perspective d'une fortune facile fait envisager à Iznogoud la possibilité de soudoyer l'armée.

### Documentation
- Henri Filippini, « Je veux être calife à la place du calife », Schtroumpfanzine, no 22,‎ septembre 1978, p. 23.